# Гектары
Гектары (укр. Гектари) — село в Берестечковской городской общине Луцкого района Волынской области Украины.
До 2020 года входило в Гороховский район.
Код КОАТУУ — 0720885805. Население по переписи 2001 года составляет 245 человек. Почтовый индекс — 45765. Телефонный код — 3379. Занимает площадь 6,33 км².